# Larry Hyman
Larry M. Hyman (Los Angeles, 26 september 1947) is een Amerikaans linguist die gespecialiseerd is Afrikaanse talen.